# 논리학

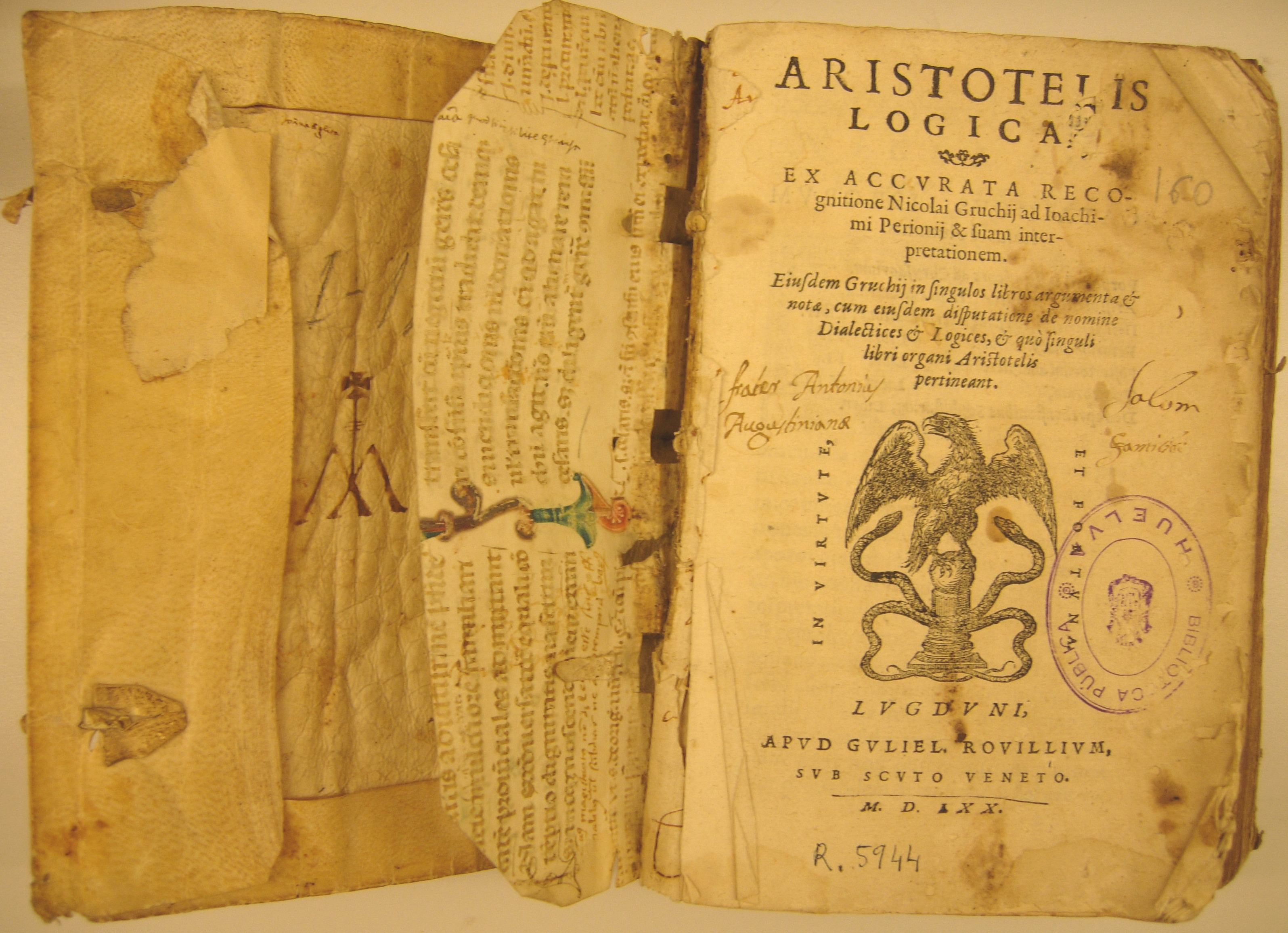

논리학(論理學, 문화어: 론리학, 영어: logic, formal logic)은 논리 및 그것과 관련한 구성과 원리들을 분석하고 체계화하는 학문이다. 타당한 논증, 곧 추론과 증명의 법칙을 연구하는 학문으로, 일반적으로 논증 학문이라고 정의한다. 판단·추리·개념 등과 관련하여 올바른 명제를 전제로 하는 '타당한 추론(推論)의 형식'(valid rules of inference)에 관한 인문 과학이라 한다. 흔히 철학 한 분과로 분류하나, 형식 논리학은 수학기초론과 관련이 깊다. 한편 라이프니츠는 '모든 과학들이 공리들을 규명할 때 그러한 사용에서 그리고 그러한 원칙에서의 논리학의 당위적인 역할'이라는 맥락으로 서술했다.

## 어원
논리학은 유럽언어인 고대 그리스어 '로고스'에서 유래한 영어 'Logic', 독일어 'Logik', 프랑스어 'Logique'이다. 로고스(Logos)는 '로게인'(Legein, 세다, 모으다, 배열하다, 말하다)라는 동사에서 전환한 명사다. 말, 생각, 사유, 사고, 논리라는 뜻 이외에도 개념, 판단, 정의(定義), 이유, 이성, 진리, 사상, 법칙, 이론, 학문 등의 뜻이 있다.

## 비형식 논리학
형식 체계를 중심에 두지 않는 논리학을 흔히 비형식 논리학으로 부르는데, 여기서는 추리 형식의 타당성뿐만 아니라 판단이나 개념의 내용이 진리인 것 같은 인식을 얻기 위한 사고의 경로나 그 형태를 연구한다. 예로부터 뛰어난 철학자들은 자기의 철학적 인식을 올바른 것으로 하기 위해, 아리스토텔레스의 연역적 논리학 대신 모두 각자의 입장에서 특징 있는 인식론적 논리학을 설정했다. 베이컨의 귀납적 논리학, 칸트의 선험적 논리학, 헤겔이나 마르크스의 변증법적 논리학, 듀이의 실험적 논리학 등이 그 대표적인 예이다.
사리에 맞는 합리적인 사고로 그 내용을 올바르게 타인에게 전달하기 위해 반드시 그래야 하는 사고의 규범을 연구대상으로 삼는데, 심리학은 사고과정 자체를 연구하고 논리학은 '올바른' 사고과정에 대해 연구한다는 점에서 둘은 구별된다.

## 형식 논리학
형식 논리학은 개개의 판단이나 개념의 내용에 상관없이 추리의 형식상 타당성만을 문제로 삼는다. 형식논리학은 아리스토텔레스로 대표되는 고전논리학이 있으며  현대의 형식논리학은 흔히 수리논리학(기호논리학)을 가리키는 말로 쓰이며, 현대 수학의 근간을 이루는 수학기초론을 구성하기도 한다.

### 역사
고전적인 형식논리학의 토대를 세운 것은 기원전 4세기의 아리스토텔레스로, 그의 오르가논에서는 올바른 추론 및 증명을 논하는 '논증'의 토대가 제시되었고, 이는 수천년 간 서양 철학 발전의 근본을 이루게 된다. 이후 중세에는 오컴, 아벨라르, 라이프니츠 등의 학자들이 이를 바탕으로 논리학에 대한 다양한 업적을 남겼다.
이후 근대에는, 고틀로프 프레게가 그의 저술 《개념 표기법》에서 논리학적 기호와 체계화된 술어 논리를 고안하였고, 주세페 페아노는 집합론을 발전시키고 페아노 공리계를 고안하여 수학의 논리적 기초를 세웠다. 20세기 초는 그 시기를 기준으로 이전을 고전논리학, 그 이후를 현대논리학으로 구분될 정도로 중요한 변혁이 발생한 시기로, 특히 게오르크 칸토어의 집합론적 연구로부터 영감을 받아 버트런드 러셀과 알프레드 노스 화이트헤드가 공동으로 저술한 《수학 원리》(라틴어: Principia Mathematica 프린키피아 마테마티카[*], 1910-1913)가 출간되었는데, 이 저서는 현대 수학기초론이 성립하는 데 막대한 영향을 끼쳤고. 또한 러셀의 역설이나 칸토어의 역설은 사실로 믿어져온 고전 논리학 및 집합론에 명백한 오류가 있음을 지적하였고, 확실한 수학적 공리의 필요성이 호소되기 시작했다.
그러나 쿠르트 괴델이 1930년 10월 '참이지만 증명할 수 없는 산술적 명제가 존재한다'는 불완전성 정리를 발표하면서 페아노 공리의 '완벽성'이 흔들리게 되었고, 논리학도 전환기를 맞이하게 되었다.
현대에는 체르멜로-프렝켈 공리에 선택공리가 추가된 ZFC 공리계의 9가지 공리가 일반 수학기초론을 이루고 있으며, 많은 공리들이 이와 무모순적(독립적)임이 증명되어 있다. 또한 공리를 비교적 자유롭게 다룸으로써 다양한 대상들을 다룰 수 있도록 하는 직관논리, 양상 논리 등 새로운 수리논리학적 체계들이 등장하였다.

## 올바른 추론의 형식
한편 올바른 추론의 절차에서 '올바르다'는 의미는 연역적 추론에서는 '타당성'이 성립한 경우를 그리고  귀납 논리학에서는 '귀납적으로 강한' 추론을 가리킨다. 특히 '귀납적으로 강하다'는 의미는 '전제를 제시하고 그 전제로부터 나오는 결론이 성립되는 확률이 1'에 가까워지는 추론을 말한다.  또한 타당한 추론은 논리적으로 전제들이 제시되면 그 전체들로부터 나오는 결론과 상관없이 추론의 타당성을 판별할 수 있는데 이를 '타당한' 추론형식이라고 부른다.

## 명제론
명제는 그 내용이 참인지 거짓인지 누구나 명확하게 판단할 수 있는 수식이나 문장을 의미한다. 어떤 문제에 대한 하나의 논리적 판단 내용과 주장을 언어 또는 기호로 표시한 완결된 문장이다. 참과 거짓을 판단할 수 있는 내용이라는 점이 특징이며 이를테면, ‘고래는 포유류이다.’ 따위이다. 명제의 핵심성분으로는 명사가 있다.

## 명사
전통 논리학에서 사용해오던 '개념'이라는 용어에 대해서 현대에 와서는 기술적인 이유로 '명사'라는 용어로 전환하여 사용하고 있다. 그러나 여전히 이들 개념 혹은 명사에서 다루는 원리는 내포와 외연을 주요하게 다루고 있다는 사실은 변함없다.

## 논리학자
- 주세페 페아노
- 고틀로프 프레게
- 버트런드 러셀
- 알프레드 노스 화이트헤드
- 루트비히 비트겐슈타인
- 유제프 마리아 보헨스키
- 쿠르트 괴델
- 알프레드 타르스키
- 윌러드 밴 오먼 콰인

## 현대 논리학
진리값을 기준으로 해서 비표준논리학을 포함하는 현대 논리학들을 비교해보면 다음과 같다.
| 진리값                      | 개수     | 논리학                                         |
| --------------------------- | -------- | ---------------------------------------------- |
| 참과 거짓의 2치(二値)논리학 | 2        | 이치논리학, 양상논리학, 시제논리학, 의무논리학 |
| 3이상                       | 유한     | 다치 논리학, 3치논리학                         |
| 논증과 반증의 2개의 진리값  | 2        | 직관논리학                                     |
| 무한개                      | 무한     | 퍼지논리학                                     |
| 불특정                      | 불확실성 | 양자논리학                                     |

## 같이 보기
- 수리논리학
- 수리철학
- 다치논리학
- 양상 논리
- 프레임 (인식의 방법)
- 집합론
- 추상대수학
- 부울대수